# Руге, Герд

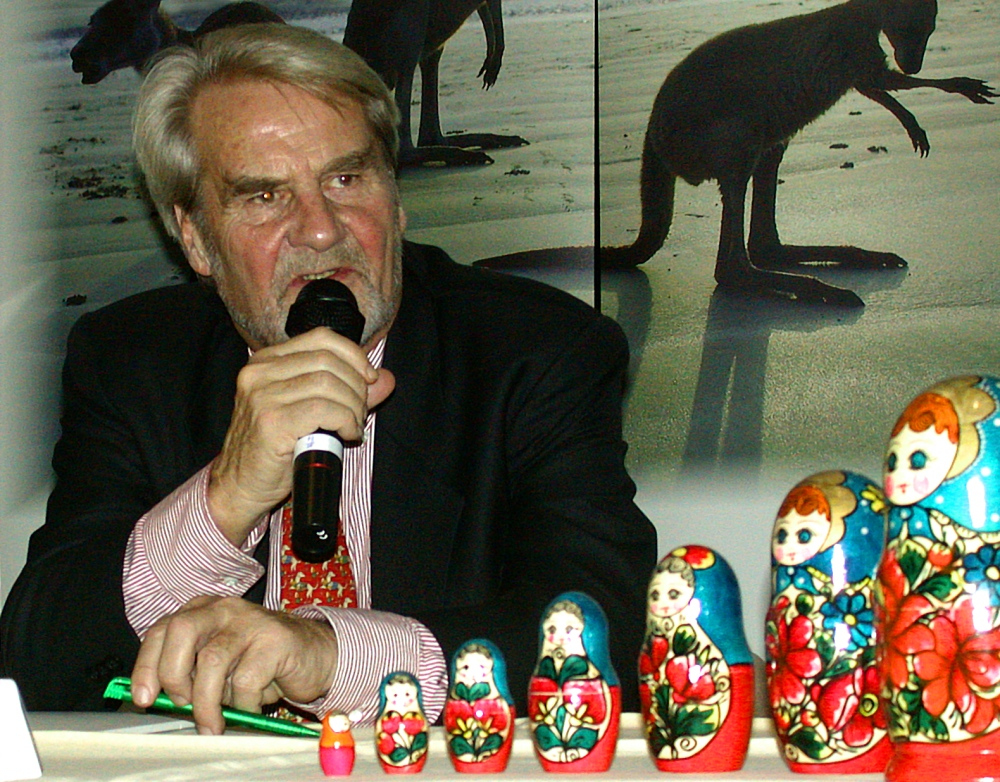
Герд Руге в 2003 году

Герд Ру́ге (нем. Gerd Ruge; 9 августа 1928, Гамбург — 15 октября 2021, Мюнхен) — немецкий журналист.

## Биография и деятельность
Родился 9 августа 1928 года в Гамбурге в семье врача. В 1946 году окончил среднюю школу и выучил русский, английский и французский языки. В 1949 году Руге начал свою журналистскую карьеру на NWDR, где репортажи из-за границы стали основным направлением его работы. Среди прочего, с 1950 года он был первым западногерманским журналистом, сделавшим репортаж из Югославии после Второй мировой войны.
Руге был первым корреспондентом ARD в Москве с 1956 по 1959 год и корреспондентом в США с 1964 по 1969 год. Вместе с Клаусом Бёллингом в 1963 году он инициировал программу ARD Weltspiegel. Параллельно работе на телевидении печатал свои очерки в британском журнале Encounter. Находясь в Москве, Руге стал близким другом Бориса Пастернака (в его честь он назвал своего первого сына Борисом), писал об их совместных встречах. Однако спустя некоторое время после начала травли Пастернака советскими властями за получение Нобелевской премии по литературе, Руге был запрещён въезд в СССР на 12 лет ввиду того, что он оказывал Пастернаку финансовую поддержку.
В 1970 году Руге взял на себя управление столичной студией WDR в Бонне, а с 1973 по 1976 год работал в ежедневной газете Die Welt из Пекина.
В 1961 году Герд Руге вместе с Феликсом Рексхаузеном и Каролой Штерн основал в Кёльне немецкую секцию Amnesty International. Он был членом ПЕН-центра Германии.
С 1981 по 1983 год он был ведущим журнала ARD Monitor. В 1984—1985 годах Руге был главным редактором WDR. Вместе с Хельмутом Марквортом он руководил ток-шоу NeunzehnZehn на 3sat. Его коллега по телевидению Нина Руге также модерировала эту программу под названием Ruge NeunzehnZehn; однако оба они друг с другом не родственники.
С 1987 по 1993 год Руге возглавлял студию ARD в Москве. Находясь в этой должности, был соавтором документального фильма «100 дней Горбачёва» (совместно с Дмитрием Киселёвым), вышедшего на Центральном телевидении СССР. После того, как Киселёв и его коллега Татьяна Миткова были уволены из Телевизионной службы новостей (ТСН) в марте 1991 года (оба отказались читать заранее готовый текст о событиях в Вильнюсе), Руге пригласил их к сотрудничеству с ARD на несколько месяцев.
1 сентября 1993 года Руге ушёл на пенсию.
С 1997 по 2001 год Руге преподавал в качестве профессора тележурналистики в Мюнхенском университете телевидения и кино.
Вместе с Фондом Роберта Боша он ежегодно с 2002 года присуждал стипендию имени Герда Руге в размере 100 000 евро, что является самой высокой суммой финансирования документального кино в Германии.
На пенсии Руге работал журналистом-фрилансером и особенно выделялся своими репортажами о поездках.
Бормочущее произношение стало его визитной карточкой. Когда его спросили, почему он от этого не избавился, он ответил: «Я думаю, что в слишком ясной речи есть что-то учительское».
Герд Руге умер 15 октября 2021 года в Мюнхене.

## Личная жизнь
Первой женой Руге была графиня Фредеке фон дер Шуленбург (1934—2010), старшая дочь от брака борца нацистского сопротивления Фрица-Дитлофа фон дер Шуленбурга (1902—1944) с Шарлоттой Котельманн (1909—1991). Элизабет и Борис — дети из этого брака. Позже Руге был женат на писательнице Лоис Фишер. Его третьей женой была Ирмгард Айхнер, которая умерла за шесть месяцев до него. В последние годы пара жила в Мюнхене.

## Значимые репортажи
- 1968: После убийства Мартина Лютера Кинга
- 1968: Америка 6 июня (после покушения на Роберта Кеннеди)
- 1991: Четыре дня в августе и во время путча в Москве
- 1997: Герд Руге в пути по Сибири
- 1998: Герд Руге в пути по Китаю
- 2000: Герд Руге в пути по Балканам
- 2003: Герд Руге в пути по Афганистану
- 2007: Лето в Колорадо: Скалистые горы

## Награды
- 1969: Премия Адольфа Гримме
- 1970 и 1971: Бэмби
- 1972: Крест «За заслуги перед Федеративной Республикой Германия»
- 1991: Золотой гонг за репортаж из Москвы во время попытки государственного переворота
- 1992: Золотая камера
- 1992: Берлинский медведь (награда газеты B.Z.)
- 1992: Крест 1-й степени «За заслуги перед Федеративной Республикой Германия»
- 1992: Особая награда на Премии Адольфа Гримме
- 1993: Государственная премия земли Северный Рейн-Вестфалия
- 1994: Баварская телевизионная премия (специальный приз) за репортажи в качестве корреспондента ARD в Москве
- 1998: Золотой лев, Золотое перо
- 1999: Золотая медаль мира Отто Гана от Немецкого общества Организации Объединенных Наций (DGVN) в Берлине
- 1999: Премия имени отца Александра Меня[16]
- 2001: Премия Ханса Йоахима Фридрихса
- 2001: Член РАЕН
- 2002: Кавалер Ордена Великого князя Литовского Гедиминаса[17]
- 2011: Почётная награда FIRST STEPS — Немецкая премия молодых талантов
- 2014: Почётный приз Немецкой телевизионной премии[18]
- 2014: Большой Крест «За заслуги перед Федеративной Республикой Германия»